# Мануеле Челіо
Мануеле Челіо (італ. Manuele Celio; 9 червня 1966, м. Файдо, Швейцарія) — швейцарський хокеїст (лівий нападник), тренер. 
Вихованець хокейної школи ХК «Амбрі-Піотта». Виступав за ХК «Амбрі-Піотта», ХК «Клотен».
У чемпіонатах Швейцарії — 701 матч (225+247).
У складі національної збірної Швейцарії провів 182 матчі; учасник зимових Олімпійських ігор 1988 і 1992 (13 матчів, 2+1), учасник чемпіонатів світу 1987, 1990 (група B), 1991, 1992, 1993, 1994 (група B), 1996 (група B) і 1997 (група B) (33 матчі, 3+4). 
Досягнення
- Чемпіон Швейцарії (1993, 1994, 1995, 1996). Володар Континентального кубка (1998, 1999).

Тренерська кар'єра
- Головний тренер юніорської збірної Швейцарії (2010—11, ЧС 2010, 2011)
- Головний тренер молодіжної збірної Швейцарії (2011—12 ЧС 2012)